# کریستیان فردیناند آبل
کریستیان فردیناند آبل (آلمانی: Christian Ferdinand Abel؛ ‏ ۱ اوت ۱۶۸۲ – ۳ آوریل ۱۷۶۱) یکی از مشهورترین نوازندگان باروک ویولن، ویولنسل و ویولا دا گامبا اهل آلمان بود. وی مدتی سرباز ارتش کارل دوازدهم در دوران اشغال شمال آلمان بود. وی بعدها به برلین رفت و در آنجا یکی از اعضای بلندپایهٔ دربار فریدریش یکم، پادشاه پروس بود. او با هنرمندان نامداری چون یوهان سباستیان باخ همکاری داشت و فرزندش کارل فریدریش آبل آهنگسازِ دورهٔ باروک و از نوازندگان چیره‌دستِ ویولن به‌حساب می‌آمد.